# Salpichroa origanifolia
Salpichroa origanifolia là loài thực vật có hoa trong họ Cà. Loài này được (Lam.) Baill. miêu tả khoa học đầu tiên năm 1888.